# LS I +61 303
LS I +61 303 es un sistema binario que emite rayos gamma de alta y muy alta energía VHE (Very High Energy). Es solo uno de los dos objetos de este tipo capaces de producir esta radiación tan energética.
La revista Science, publicaba en junio de 2006 las observaciones realizadas por el telescopio MAGIC revelando que el sistema LS I +61 303 emite rayos gamma de alta energía, que alcanzan la Tierra a razón de aproximadamente uno por metro cuadrado al mes.
Estos resultados revelan una propiedad interesante: la intensidad de la emisión de rayos gamma de LS I +61 303 varía con el tiempo. Las observaciones se realizaron durante varios ciclos orbitales del sistema binario, y se encontraron indicaciones de que el patrón de emisión se repite cada 26 días, precisamente el tiempo de duración de la órbita de la estrella de neutrones alrededor de la estrella masiva. Esto es una clara indicación de que los rayos gamma se producen por la interacción de los dos objetos que componen el sistema binario. El resultado también hace pensar que podríamos estar ante una propiedad inherente a este tipo de sistemas.
No ha sido posible identificar la naturaleza última del sistema. Hace años que se debate si se trata de un microquasar o es un caso de colisión de vientos estelares.